# Froideterre
Froideterre ist eine französische Gemeinde im Département Haute-Saône in der Region Bourgogne-Franche-Comté.

## Geographie
Froideterre liegt auf einer Höhe von 307 m über dem Meeresspiegel, vier Kilometer nordöstlich von Lure und etwa 30 Kilometer ostnordöstlich der Stadt Vesoul (Luftlinie). Das Dorf erstreckt sich im östlichen Teil des Departements, in der Ebene von Lure und in der Niederung des Ognon.
Die Fläche des 2,83 km² großen Gemeindegebiets umfasst einen Abschnitt der Ebene von Lure. Die Schwemmebene am Rand der Vogesen liegt durchschnittlich auf 310 m. Sie wird vom Flusslauf des Ognon durchzogen, der mit mehreren Windungen durch eine ehemals sumpfige Niederung nach Südsüdwesten fließt. Die Talebene wird überwiegend landwirtschaftlich genutzt. Östlich des Ognon reicht der Gemeindeboden bis zu den Pistenanlagen des ehemaligen Flugplatzes Lure-Malbouhans. Westlich des Ognon leitet eine rund 10 m hohe Geländestufe zu einer Terrasse über, die aus Sand- und Kiessedimenten besteht, welche während des Pleistozäns im Vorfeld der Vogesengletscher abgelagert wurden. Sie ist mit Wald bedeckt (Grand Bois). Auf einer Anhöhe wird mit 337 m die höchste Erhebung von Froideterre erreicht.
Zu Froideterre gehört die Siedlung La Combe Bélion (303 m) in der Talaue des Ognon. Nachbargemeinden von Froideterre sind Saint-Germain im Norden, La Neuvelle-lès-Lure im Osten, Roye im Süden sowie Lure im Westen.

## Geschichte
Urkundlich erwähnt wird Froideterre im Jahr 1220 unter dem Namen Fracta terra, was so viel bedeutet wie gebrochene, aufgelockerte Erde. Aus späterer Zeit ist die Bezeichnung Fraideterre überliefert. Im Mittelalter gehörte das Dorf zur Freigrafschaft Burgund und darin zum Gebiet des Bailliage d’Amont. Die lokale Herrschaft hatten zunächst die Herren von Montjustin inne, die ihren Besitz in Froideterre im 13. Jahrhundert dem Kloster Lure überließen. Zusammen mit der Franche-Comté gelangte der Ort mit dem Frieden von Nimwegen 1678 definitiv an Frankreich. Mit der Eröffnung der Trambahn von Lure nach Le Thillot (1895) wurde Froideterre an das Netz des öffentlichen Verkehrs angebunden. Der Betrieb der Linie wurde jedoch zu Beginn des Zweiten Weltkriegs wieder eingestellt. Heute ist Froideterre Mitglied des 22 Ortschaften umfassenden Gemeindeverbandes Communauté de communes du Pays de Lure. Froideterre besitzt keine eigene Kirche, es gehört zur Pfarrei Saint-Germain.

## Bevölkerung
| Jahr                       | 1962 | 1968 | 1975 | 1982 | 1990 | 1999 | 2006 | 2018 |
| Einwohner                  | 174  | 181  | 181  | 272  | 278  | 311  | 366  | 373  |
| Quellen: Cassini und INSEE |      |      |      |      |      |      |      |      |

Mit 365 Einwohnern (1. Januar 2022) gehört Froideterre zu den kleineren Gemeinden des Départements Haute-Saône. Nachdem die Einwohnerzahl in der ersten Hälfte des 20. Jahrhunderts deutlich abgenommen hatte (1906 wurden noch 280 Personen gezählt), wurde seit Mitte der 1970er Jahre wieder ein Bevölkerungswachstum verzeichnet. Seither hat sich die Einwohnerzahl verdoppelt.

## Sehenswürdigkeiten

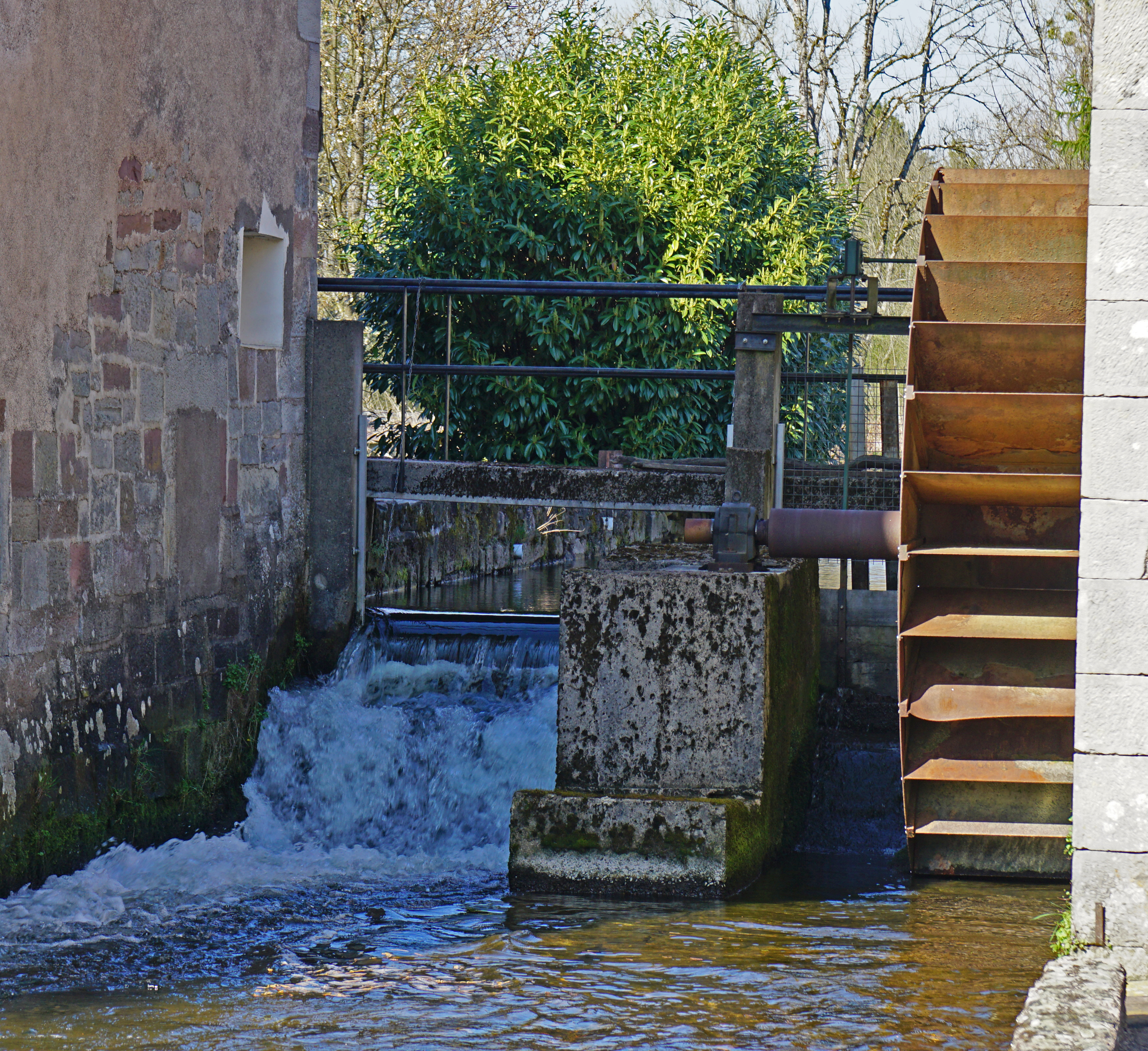
Restaurierte Wassermühle

Sehenswert ist ein Calvaire in der Ortsmitte mit einer Christusstatue und einer Statue des heiligen Martin. Am Ognon steht eine restaurierte Mühle mit Wasserrad.

## Wirtschaft und Infrastruktur
Froideterre war bis weit ins 20. Jahrhundert hinein ein vorwiegend durch die Landwirtschaft (Ackerbau, Obstbau und Viehzucht) und die Forstwirtschaft geprägtes Dorf. Heute gibt es einige Betriebe des lokalen Kleingewerbes, darunter eine Branntweinbrennerei im Gebäude des ehemaligen Bahnhofs. In den letzten Jahrzehnten hat sich das Dorf zu einer Wohngemeinde gewandelt. Viele Erwerbstätige sind deshalb Wegpendler, die in den größeren Ortschaften der Umgebung ihrer Arbeit nachgehen.
Die Ortschaft liegt abseits der größeren Durchgangsachsen an einer Departementsstraße, die von Lure nach Saint-Germain führt. Eine weitere Straßenverbindung besteht mit La Neuvelle-lès-Lure.